# برای زندگی، زندگی کن
برای زندگی، زندگی کن (فرانسوی: Vivre pour vivre‎) فیلمی در ژانر درام و رمانتیک به کارگردانی کلود للوش است که در سال ۱۹۶۷ منتشر شد. از بازیگران آن می‌توان به ایو مونتان، کندیس برگن، آنی ژیراردو و آنوک امه اشاره کرد. این فیلم در سال ۱۹۶۷ میلادی موفق به دریافت جایزه گلدن گلوب بهترین فیلم خارجی شد.